# Donny van de Beek
Donny van de Beek (Nijkerkerveen, 18 april 1997) is een Nederlands betaald voetballer die doorgaans speelt als middenvelder. In juli 2024 verruilde hij Manchester United voor Girona. Van de Beek debuteerde in 2017 in het Nederlands voetbalelftal.

## Clubcarrière

### Ajax
Van de Beek speelde in de jeugd bij Veensche Boys, waar zijn vader André als voetballer actief was geweest, waarna hij als D-pupil de overstap maakte naar de jeugdopleiding van AFC Ajax. In de winterstop van het seizoen 2014/15 mocht hij samen met de aanvallende middenvelder Abdelhak Nouri en keeper Indy Groothuizen met het eerste elftal mee op trainingskamp naar Qatar. Tijdens het trainingskamp verlengde de middenvelder zijn verbintenis met één jaar tot medio 2018. Eind januari zette hij zijn handtekening onder het nieuwe contract.
Op 25 januari 2015 maakte Van de Beek zijn professionele debuut, voor Jong Ajax in de Eerste divisie. Op die dag werd met 6–0 verloren op bezoek bij Sparta Rotterdam en de middenvelder mocht van coaches Jaap Stam en Andries Ulderink het gehele duel meespelen. Van de Beek werd eind maart 2015 door trainer Frank de Boer voor de eerste keer opgenomen in de wedstrijdselectie van het eerste elftal als vervanger van de geblesseerde Daley Sinkgraven voor de competitiewedstrijd tegen ADO Den Haag. Tot een debuut voor van de Beek kwam het echter niet. Na afloop van dat seizoen werd Van de Beek door Ajax verkozen tot Talent van de Toekomst.
Het seizoen erna maakte Van de Beek de overstap naar Jong Ajax. Ook mocht hij tijdens de voorbereiding mee met het eerste elftal op trainingskamp naar Oostenrijk. Op 4 juli 2015 maakte Van de Beek zijn officieus debuut voor Ajax in een vriendschappelijke wedstrijd tegen Dinamo Moskou (2–2) ter afsluiting van het trainingskamp in Oostenrijk. Van de Beek verving na rust Davy Klaassen.
Door blessures op het middenveld bij het eerste elftal laat De Boer hem officieel debuteren in het uitduel tegen Celtic in de UEFA Europa League, gespeeld op 26 november 2015. Bij een 1–1 tussenstand verving hij na 70 minuten Lasse Schöne. Drie dagen later maakt hij zijn Eredivisiedebuut tijdens de uitwedstrijd tegen PEC Zwolle. Hij mocht in de basis beginnen. In de Europa League-thuiswedstrijd tegen het Noorse Molde FK op 10 december 2015 scoorde Van de Beek zijn eerste officiële doelpunt voor Ajax. Na een kwartier spelen kopte hij een voorzet van Ricardo van Rhijn binnen. Zijn eerste doelpunt werd tevens verkozen tot doelpunt van de maand december bij Ajax. Tijdens het trainingskamp begin januari 2016 in het Turkse Belek gaf De Boer aan dat Van de Beek na de winterstop voorlopig onderdeel zou uitmaken van de eerste selectie. Na het vertrek van Yaya Sanogo en de gestopte John Heitinga maakte De Boer in februari 2016 kenbaar dat Van de Beek definitief werd overgeheveld naar de A-selectie.
In seizoen 2016/17 speelt Van de Beek een deel van zijn wedstrijden in de Eerste Divisie, en een ander deel in de Eredivisie. In de wedstrijden in de Eredivisie komt hij meestal als invaller in het veld. Van de Beek wordt ook ingezet in 10 wedstrijden in de Europa League, waaronder 20 minuten in de finale tegen Manchester United. Seizoen 2017/18 start dramatisch voor Van de Beek als zijn boezemvriend Abdelhak Nouri, waarmee hij in de jeugd steeds samenspeelde, getroffen wordt door een hartaanval en ernstige hersenschade oploopt. Dit seizoen weet hij een positie te veroveren als basisspeler in de Eredivisie. Hij wordt gezien als opvolger van de vertrokken Davy Klaassen. Van de Beek begint regelmatig te scoren. In 34 wedstrijden maakt hij elf doelpunten en geeft hij zes assists. Van de Beek speelt dit seizoen geen Europees voetbal, omdat Ajax zich hiervoor niet weet te kwalificeren.
Aan het begin van seizoen 2018/19 raakt hij zijn plek in de basis kwijt, en moet hij het doen met invalbeurten. Van de Beek spreekt zijn ongenoegen hierover uit, en vecht zich terug in het elftal. Waar hij in eerdere seizoenen vaak als controlerende middenvelder werd opgesteld, speelt hij dit seizoen vaker als aanvallende middenvelder. Voor het eerst in zijn carrière speelt hij niet alleen in de voorronde, maar ook in het hoofdtoernooi van de Champions League. Hij maakt een doelpunt tijdens zijn debuut in dit toernooi, in de wedstrijd op 19 september 2018 tegen AEK Athene. De thuiswedstrijd in november tegen Benfica is zijn honderdste officiële duel voor Ajax. In de loop van het seizoen gaat hij steeds beter spelen. Mede door een doelpunt van Van de Beek in de uitwedstrijd in Turijn (16 april) elimineerde Ajax Juventus in de kwartfinale van de Champions League. In de eerste ontmoeting van de halve finale, uit tegen Tottenham Hotspur, maakte hij het enige en daardoor winnende doelpunt. Door zijn prestaties vestigt hij internationaal de aandacht op zichzelf. Het winnen van de KNVB Beker door Ajax op 5 mei is de eerste prijs voor Van de Beek met het eerste van Ajax. Kort daarop volgt de landstitel. Van de Beek draagt de 34ste landstitel van Ajax op aan zijn goede vriend Abdelhak Nouri, die met nummer 34 speelde.
In seizoen 2019/20 speelt hij afwisselend als aanvallende middenvelder (nummer 10) of als controlerende middenvelder. In oktober maakt France Football bekend dat Van de Beek behoort tot de 30 spelers die zijn genomineerd voor de Ballon d'Or. Hij eindigt op plaats 28. Door in de uitwedstrijd bij Chelsea op 5 november het vierde Ajax-doelpunt te maken, werd hij de eerste Ajacied en de eerste Nederlander die in vier uitwedstrijden op rij in het hoofdtoernooi van de Champions League heeft gescoord. In december plaatst The Guardian Van de Beek op positie 33 in de lijst van 100 beste mannelijke voetballers in de wereld. Op 2 september 2020 werd bekend dat Van de Beek zijn carrière zou vervolgen bij Manchester United, voor een transferbedrag tussen 39 en 44 miljoen euro. Hij speelde 175 officiële wedstrijden in het eerste elftal van Ajax en wist daarin 41 keer te scoren.

### Manchester United

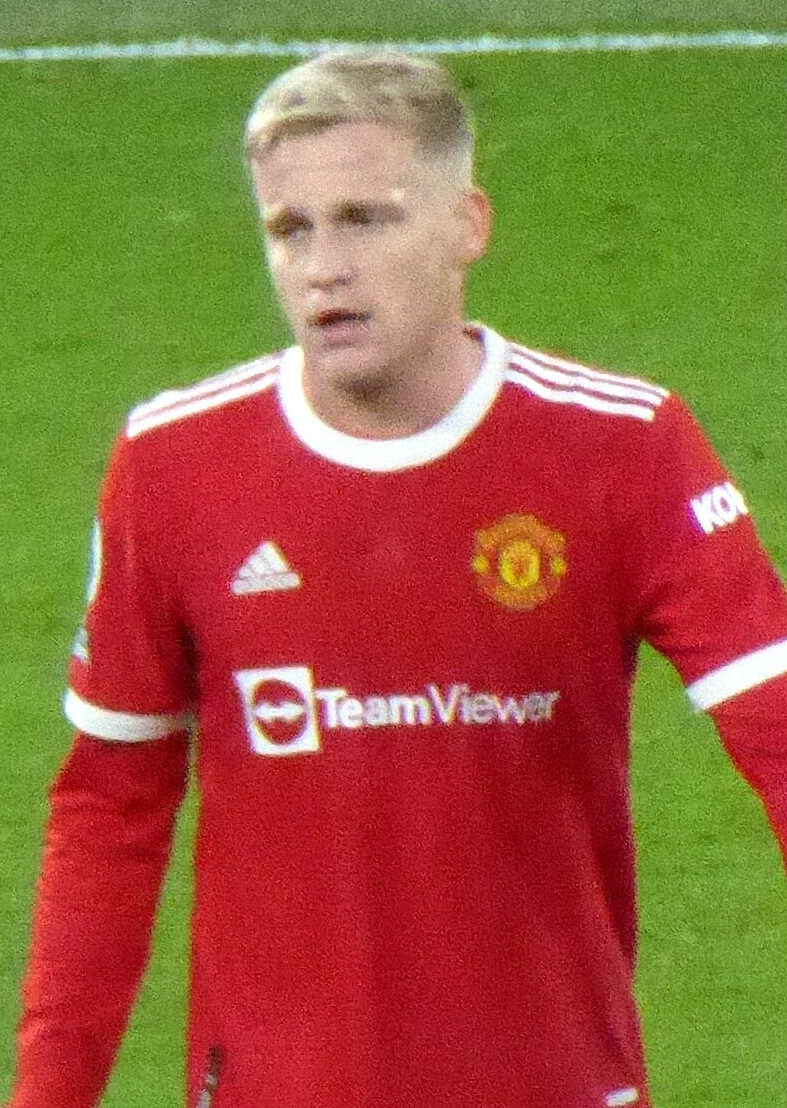
Van de Beek in het shirt van Manchester United

Op 19 september 2020 volgde het debuut voor Van de Beek als speler van Manchester United, als invaller in de thuiswedstrijd tegen Crystal Palace. Hij scoorde meteen, maar verloor de wedstrijd met 1–3. Na een reeks invalbeurten, kreeg hij op 29 november voor het eerst een basisplaats in de competitie. Hierna diende hij zich opnieuw in een rol als reserve te schikken. Dit werd mede veroorzaakt door het grote aantal middenvelders bij United.
Op 31 januari 2022 maakte Everton de komst van Van de Beek bekend. Hij kwam voor de rest van het seizoen op huurbasis over. Hij speelde zeven competitiewedstrijden, waarvan vijf als basisspeler, voor hij medio 2022 terugkeerde naar Manchester. Bij Manchester was zijn oude Ajax-trainer Erik ten Hag inmiddels aangesteld als nieuwe trainer. Dit veranderde niets in de positie van Van de Beek als reservespeler. In het nieuwe seizoen 2022/23 kreeg hij pas op 3 november een kans als basisspeler.
In januari 2024 werd hij voor de tweede maal door Manchester United verhuurd, ditmaal aan Eintracht Frankfurt. Bij deze verhuurdeal werd ook een optie tot koop overeengekomen tussen de clubs. Deze optie werd niet gelicht en aan het einde van het seizoen keerde Van de Beek terug naar Manchester United.

### Girona
Op 11 juli 2024 maakte Girona bekend dat het Van de Beek voor vijfhonderdduizend euro overnam van Manchester United, waarbij de transfersom door bonussen nog op kan lopen, tot vijf tot vijftien miljoen euro. Bij Girona tekende Van de Beek een contract voor vier seizoenen tot de zomer van 2028 en kwam hij weer te spelen met oud-teamgenoot Daley Blind. Voor de Spaanse club kwam hij in zijn eerste jaar tot zesentwintig competitiewedstrijden. Dit was voor het eerst sinds het seizoen 2020/21 dat hij er meer dan tien speelde.

## Clubstatistieken
| Seizoen | Club                  | Competitie       | Competitie | Competitie | Beker | Beker | Internationaal | Internationaal | Overig | Overig | Totaal | Totaal |
| Seizoen | Club                  | Competitie       | Wed.       | Dlp.       | Wed.  | Dlp.  | Wed.           | Dlp.           | Wed.   | Dlp.   | Wed.   | Dlp.   |
| ------- | --------------------- | ---------------- | ---------- | ---------- | ----- | ----- | -------------- | -------------- | ------ | ------ | ------ | ------ |
| 2014/15 | Jong Ajax             | Eerste divisie   | 6          | 0          | —     | —     | —              | —              | —      | —      | 6      | 0      |
| 2015/16 | Jong Ajax             | Eerste divisie   | 13         | 2          | —     | —     | —              | —              | —      | —      | 13     | 2      |
| 2016/17 | Jong Ajax             | Eerste divisie   | 16         | 6          | —     | —     | —              | —              | —      | —      | 16     | 6      |
| 2015/16 | Ajax                  | Eredivisie       | 8          | 0          | 0     | 0     | 2              | 1              | —      | —      | 10     | 1      |
| 2016/17 | Ajax                  | Eredivisie       | 19         | 0          | 2     | 0     | 11             | 0              | —      | —      | 32     | 0      |
| 2017/18 | Ajax                  | Eredivisie       | 34         | 11         | 1     | 0     | 4              | 2              | —      | —      | 39     | 13     |
| 2018/19 | Ajax                  | Eredivisie       | 34         | 9          | 5     | 4     | 18             | 4              | —      | —      | 56     | 17     |
| 2019/20 | Ajax                  | Eredivisie       | 23         | 8          | 3     | 0     | 10             | 2              | 1      | 0      | 37     | 10     |
| 2020/21 | Manchester United     | Premier League   | 19         | 1          | 8     | 0     | 9              | 0              | —      | —      | 36     | 1      |
| 2021/22 | Manchester United     | Premier League   | 8          | 1          | 2     | 0     | 4              | 0              | —      | —      | 14     | 1      |
| 2021/22 | → Everton             | Premier League   | 7          | 1          | 0     | 0     | 0              | 0              | —      | —      | 7      | 1      |
| 2022/23 | Manchester United     | Premier League   | 7          | 0          | 1     | 0     | 2              | 0              | —      | —      | 9      | 0      |
| 2023/24 | Manchester United     | Premier League   | 1          | 0          | 1     | 0     | 0              | 0              | —      | —      | 2      | 0      |
| 2023/24 | → Eintracht Frankfurt | Bundesliga       | 8          | 0          | 0     | 0     | 0              | 0              | —      | —      | 8      | 0      |
| 2024/25 | Girona                | Primera División | 26         | 2          | 2     | 0     | 7              | 1              | —      | —      | 35     | 3      |
| Totaal  | Totaal                | Totaal           | 227        | 41         | 25    | 4     | 67             | 10             | 1      | 0      | 320    | 55     |

Bijgewerkt op 24 juni 2025.

## Interlandcarrière

### Jeugdelftallen
Van de Beek begon als jeugdinternational bij het Nederlands elftal onder 17 jaar. Voor dit team debuteerde hij op 11 september 2013. Op die dag werd met 2–2 gelijkgespeeld tegen de Duitse leeftijdsgenoten. Van de Beek mocht van bondscoach Maarten Stekelenburg in de basis starten. Van de Beek kwalificeerde zich met Nederland –17 voor het EK –17 in Malta. Op dat EK bereikte Nederland –17 de finale waarin het met 4–1 verloor van Engeland. Van de Beek debuteerde in september 2014 voor Nederland –19. Hij kwalificeerde zich met Nederland –19 voor het EK –19 in Griekenland, maar zijn club Ajax gaf hem geen toestemming om met dit EK mee te doen.
| Jeugdinterlands van Donny van de Beek | Jeugdinterlands van Donny van de Beek | Jeugdinterlands van Donny van de Beek | Jeugdinterlands van Donny van de Beek | Jeugdinterlands van Donny van de Beek | Jeugdinterlands van Donny van de Beek |
| Team (№ interlands)                   | Datum                                 | Wedstrijd                             | Uitslag                               | Soort Wedstrijd                       | Doelpunten                            |
| Als speler bij Ajax                   | Als speler bij Ajax                   | Als speler bij Ajax                   | Als speler bij Ajax                   | Als speler bij Ajax                   | Als speler bij Ajax                   |
| ------------------------------------- | ------------------------------------- | ------------------------------------- | ------------------------------------- | ------------------------------------- | ------------------------------------- |
| Onder 17 (1.)                         | 11 september 2013                     | Duitsland – Nederland                 | 2 – 2                                 | 4-landentoernooi Duitsland '13        |                                       |
| Onder 17 (2.)                         | 13 september 2013                     | Nederland – Israël                    | 3 – 2                                 | 4-landentoernooi Duitsland '13        |                                       |
| Onder 17 (3.)                         | 16 september 2013                     | Italië – Nederland                    | 4 – 1                                 | 4-landentoernooi Duitsland '13        |                                       |
| Onder 17 (4.)                         | 17 oktober 2013                       | Nederland – Faeröer                   | 4 – 0                                 | EK-kwalificatie '14                   |                                       |
| Onder 17 (5.)                         | 19 oktober 2013                       | San Marino – Nederland                | 0 – 12                                | EK-kwalificatie '14                   |                                       |
| Onder 17 (6.)                         | 22 oktober 2013                       | Nederland – Georgië                   | 1 – 0                                 | EK-kwalificatie '14                   |                                       |
| Onder 17 (7.)                         | 26 februari 2014                      | Engeland – Nederland                  | 2 – 0                                 | 4-landentoernooi Portugal '14         |                                       |
| Onder 17 (8.)                         | 2 maart 2014                          | Portugal – Nederland                  | 2 – 2                                 | 4-landentoernooi Portugal '14         | 11'                                   |
| Onder 17 (9.)                         | 20 maart 2014                         | Nederland – Oostenrijk                | 2 – 1                                 | EK-kwalificatie '14                   |                                       |
| Onder 17 (10.)                        | 22 maart 2014                         | Nederland – Zweden                    | 2 – 0                                 | EK-kwalificatie '14                   |                                       |
| Onder 17 (11.)                        | 25 maart 2014                         | Frankrijk – Nederland                 | 1 – 3                                 | EK-kwalificatie '14                   |                                       |
| Onder 17 (12.)                        | 9 mei 2014                            | Nederland – Turkije                   | 3 – 2                                 | EK 2014 groepsfase                    |                                       |
| Onder 17 (13.)                        | 12 mei 2014                           | Malta – Nederland                     | 2 – 5                                 | EK 2014 groepsfase                    |                                       |
| Onder 17 (14.)                        | 15 mei 2014                           | Engeland – Nederland                  | 0 – 2                                 | EK 2014 groepsfase                    |                                       |
| Onder 17 (15.)                        | 18 mei 2014                           | Nederland – Schotland                 | 5 – 0                                 | EK 2014 halve finale                  |                                       |
| Onder 17 (16.)                        | 21 mei 2014                           | Nederland – Engeland                  | 1 – 4                                 | EK 2014 finale                        |                                       |
| Onder 19 (1.)                         | 5 september 2014                      | Duitsland – Nederland                 | 3 – 2                                 | Vriendschappelijk                     |                                       |
| Onder 19 (2.)                         | 8 september 2014                      | Ierland – Nederland                   | 1 – 0                                 | Vriendschappelijk                     |                                       |
| Onder 19 (3.)                         | 9 oktober 2014                        | Nederland – Andorra                   | 7 – 0                                 | EK-kwalificatie '15                   | 87'                                   |
| Onder 19 (4.)                         | 11 oktober 2014                       | Nederland – Moldavië                  | 3 – 0                                 | EK-kwalificatie '15                   |                                       |
| Onder 19 (5.)                         | 14 oktober 2014                       | Polen – Nederland                     | 1 – 2                                 | EK-kwalificatie '15                   |                                       |
| Onder 19 (6.)                         | 14 november 2014                      | Schotland – Nederland                 | 1 – 1                                 | Vriendschappelijk                     |                                       |
| Onder 19 (7.)                         | 18 november 2014                      | Nederland – België                    | 3 – 1                                 | Vriendschappelijk                     |                                       |
| Onder 19 (8.)                         | 26 maart 2015                         | Nederland – Servië                    | 1 – 0                                 | EK-kwalificatie '15                   |                                       |
| Onder 19 (9.)                         | 28 maart 2015                         | Nederland – Noorwegen                 | 1 – 1                                 | EK-kwalificatie '15                   |                                       |
| Onder 19 (10.)                        | 31 maart 2015                         | Zwitserland – Nederland               | 0 – 4                                 | EK-kwalificatie '15                   |                                       |
| Onder 19 (11.)                        | 3 september 2015                      | Nederland – Italië                    | 0 – 0                                 | Vriendschappelijk                     |                                       |
| Onder 19 (12.)                        | 7 september 2015                      | Nederland – Duitsland                 | 1 – 2                                 | Vriendschappelijk                     |                                       |
| Onder 19 (13.)                        | 7 oktober 2015                        | Nederland – Gibraltar                 | 9 – 0                                 | EK-kwalificatie '16                   |                                       |
| Onder 19 (14.)                        | 9 oktober 2015                        | Nederland – Liechtenstein             | 2 – 0                                 | EK-kwalificatie '16                   |                                       |
| Onder 19 (15.)                        | 12 oktober 2015                       | Frankrijk – Nederland                 | 1 – 1                                 | EK-kwalificatie '16                   | 41'                                   |
| Onder 19 (16.)                        | 12 november 2015                      | Nederland – Engeland                  | 2 – 2                                 | Vriendschappelijk                     |                                       |
| Onder 19 (17.)                        | 16 november 2015                      | Tsjechië – Nederland                  | 2 – 4                                 | Vriendschappelijk                     |                                       |
| Onder 19 (18.)                        | 24 maart 2016                         | Nederland – Oekraïne                  | 3 – 2                                 | EK-kwalificatie '16                   | 26'                                   |
| Onder 19 (19.)                        | 26 maart 2016                         | Nederland – Noord-Ierland             | 1 – 0                                 | EK-kwalificatie '16                   |                                       |
| Onder 19 (20.)                        | 29 maart 2016                         | Polen – Nederland                     | 0 – 0                                 | EK-kwalificatie '16                   |                                       |
| Onder 20 (1.)                         | 1 september 2016                      | Nederland – Tsjechië                  | 4 – 1                                 | Vriendschappelijk                     |                                       |
| Onder 20 (2.)                         | 4 september 2016                      | Nederland – Tsjechië                  | 1 – 1                                 | Vriendschappelijk                     |                                       |

### Nederlands elftal
Van de Beek behoorde op 3 september 2017 voor het eerst bij de selectie van Oranje, voor een wedstrijd tegen Bulgarije in het kader van de kwalificatie voor het WK 2018. In deze wedstrijd en de twee daaropvolgende kreeg hij nog geen speelminuten. Oranje kwalificeerde zich niet voor dit WK. Hierna volgde vanaf eind 2017 een reeks oefenduels. Op 14 november 2017 maakt Van de Beek zijn debuut in het elftal tijdens een wedstrijd tegen Roemenië. Ook in de drie daarna gespeelde oefeninterlands die begin 2018 worden gespeeld, krijgt hij speeltijd.
Onder bondscoach Ronald Koeman concurreerde Van de Beek met Marten de Roon om de positie van controlerende middenvelder. Koeman koos meestal voor De Roon omdat deze volgens Koeman beter op zijn positie blijft en daardoor voor meer controle zorgt. Van de Beek kwam niet in actie in de vier wedstrijden die Nederland in 2018 in de eerste editie van de UEFA Nations League speelt, maar wel tijdens de twee wedstrijden in de finaleronde van dit toernooi in 2019, waaronder een deel van de finale tegen Portugal. Ook tijdens de kwalificatiewedstrijden voor het EK 2020 kreeg hij speelminuten. Hij behoorde tot de selectie voor het in 2021 gespeelde EK 2020, maar viel al voor het begin van het toernooi uit met een blessure.
| Interlands van Donny van de Beek voor Nederland | Interlands van Donny van de Beek voor Nederland | Interlands van Donny van de Beek voor Nederland | Interlands van Donny van de Beek voor Nederland | Interlands van Donny van de Beek voor Nederland | Interlands van Donny van de Beek voor Nederland |
| №                                               | Datum                                           | Wedstrijd                                       | Uitslag                                         | Soort wedstrijd                                 | Goals                                           |
| Als speler van Ajax                             | Als speler van Ajax                             | Als speler van Ajax                             | Als speler van Ajax                             | Als speler van Ajax                             | Als speler van Ajax                             |
| ----------------------------------------------- | ----------------------------------------------- | ----------------------------------------------- | ----------------------------------------------- | ----------------------------------------------- | ----------------------------------------------- |
| 1                                               | 14 november 2017                                | Roemenië – Nederland                            | 0 – 3                                           | Vriendschappelijk                               |                                                 |
| 2                                               | 23 maart 2018                                   | Nederland – Engeland                            | 0 – 1                                           | Vriendschappelijk                               |                                                 |
| 3                                               | 26 maart 2018                                   | Portugal – Nederland                            | 0 – 3                                           | Vriendschappelijk                               |                                                 |
| 4                                               | 31 mei 2018                                     | Slowakije – Nederland                           | 1 – 1                                           | Vriendschappelijk                               |                                                 |
| 5                                               | 16 oktober 2018                                 | België – Nederland                              | 1 – 1                                           | Vriendschappelijk                               |                                                 |
| 6                                               | 6 juni 2019                                     | Nederland – Engeland                            | 3 – 1                                           | Nations League 2018/19                          |                                                 |
| 7                                               | 9 juni 2019                                     | Portugal – Nederland                            | 1 – 0                                           | Nations League 2018/19                          |                                                 |
| 8                                               | 10 oktober 2019                                 | Nederland – Noord-Ierland                       | 3 – 1                                           | EK 2020 kwalificatie                            |                                                 |
| 9                                               | 13 oktober 2019                                 | Wit-Rusland – Nederland                         | 1 – 2                                           | EK 2020 kwalificatie                            |                                                 |
| 10                                              | 16 november 2019                                | Noord-Ierland – Nederland                       | 0 – 0                                           | EK 2020 kwalificatie                            |                                                 |
| Als speler van Manchester United                |                                                 |                                                 |                                                 |                                                 |                                                 |
| 11                                              | 4 september 2020                                | Nederland – Polen                               | 1 – 0                                           | Nations League 2020/21                          |                                                 |
| 12                                              | 7 september 2020                                | Nederland – Italië                              | 0 – 1                                           | Nations League 2020/21                          |                                                 |
| 13                                              | 7 oktober 2020                                  | Nederland – Mexico                              | 0 – 1                                           | Vriendschappelijk                               |                                                 |
| 14                                              | 14 oktober 2020                                 | Italië – Nederland                              | 1 – 1                                           | Nations League 2020/21                          | 25'                                             |
| 15                                              | 11 november 2020                                | Nederland – Spanje                              | 1 – 1                                           | Vriendschappelijk                               | 47'                                             |
| 16                                              | 15 november 2020                                | Nederland – Bosnië en Herzegovina               | 3 – 1                                           | Nations League 2020/21                          |                                                 |
| 17                                              | 18 november 2020                                | Polen – Nederland                               | 1 – 2                                           | Nations League 2020/21                          |                                                 |
| 18                                              | 27 maart 2021                                   | Nederland – Letland                             | 2 – 0                                           | WK 2022 kwalificatie                            |                                                 |
| 19                                              | 30 maart 2021                                   | Gibraltar – Nederland                           | 0 – 7                                           | WK 2022 kwalificatie                            | 85'                                             |

Bijgewerkt op 24 juni 2025.

## Erelijst
| Competitie                    |        |         |      |      |
| Competitie                    | Aantal | Jaren   |      |      |
| Ajax                          | Ajax   | Ajax    | Ajax | Ajax |
| ----------------------------- | ------ | ------- | ---- | ---- |
| Eredivisie                    | 1      | 2018/19 |      |      |
| KNVB Beker                    | 1      | 2018/19 |      |      |
| Johan Cruijff Schaal          | 1      | 2019    |      |      |
| Manchester United             |        |         |      |      |
| EFL Cup                       | 1      | 2022/23 |      |      |
| Individueel                   |        |         |      |      |
| Talent van de Toekomst (Ajax) | 1      | 2015    |      |      |

## Privé
Van de Beek heeft sinds 2019 een relatie. Het stel heeft samen een dochter  (geboren in april 2022) en een zoon (geboren in februari 2024).